# سكيب بولن
سكيب بولن (بالإنجليزية: Skip Bolen)‏ هو مصور أمريكي، ولد في 1960.

## وصلات خارجية
- الموقع الرسمي
- سكيب بولن على موقع IMDb (الإنجليزية)
- سكيب بولن على موقع ديسكوغز (الإنجليزية)
- سكيب بولن على موقع قاعدة بيانات الفيلم (الإنجليزية)